# Antenne Niedersachsen

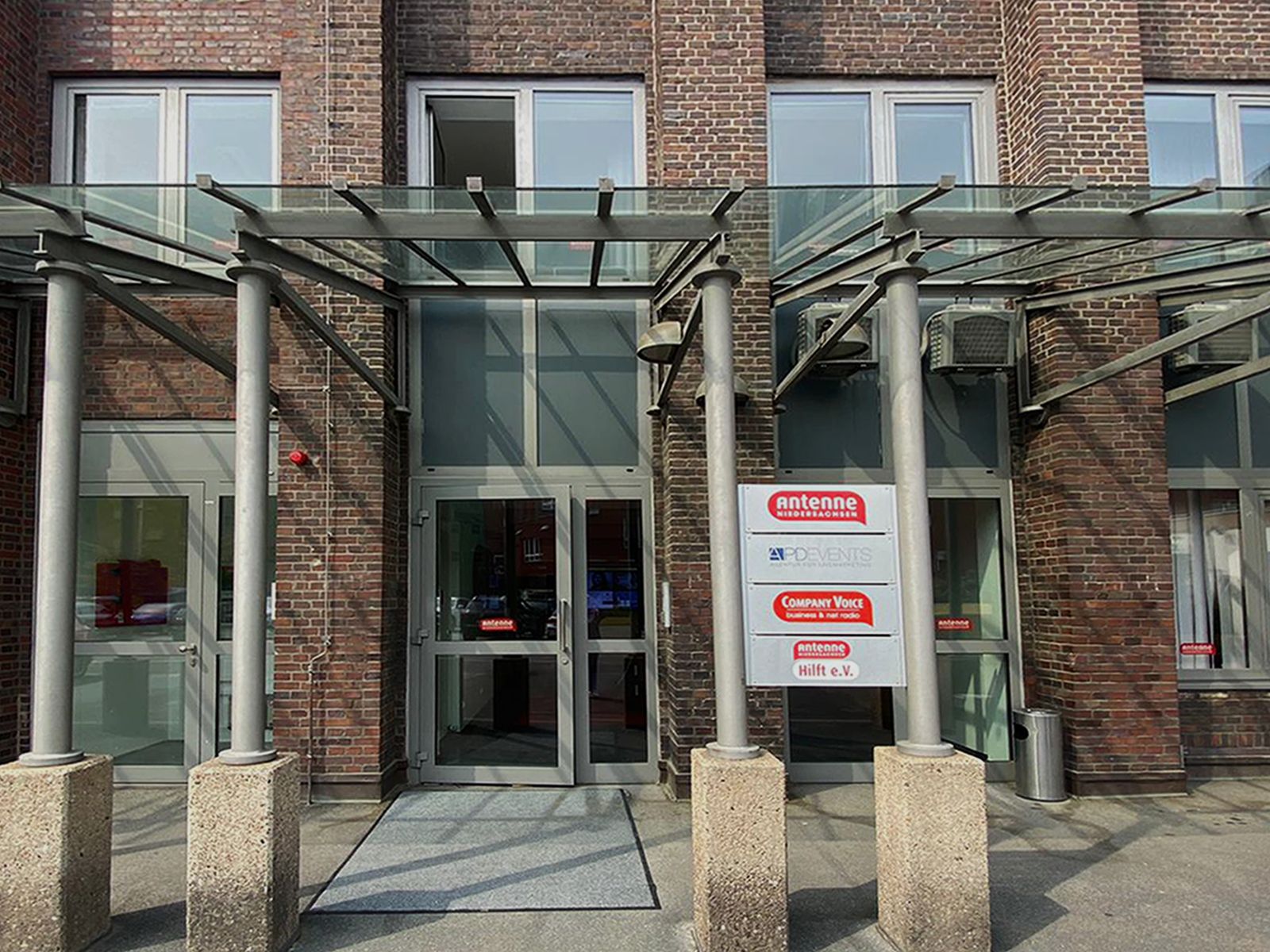
Eingangsbereich des Senders im Medienzentrum Goseriede, Hannover

Antenne Niedersachsen ist ein privatrechtlicher Hörfunksender in Hannover mit einer Tagesreichweite von 1,426 Mio. Hörern pro Tag laut ma 2023 Audio II im Sendegebiet Niedersachsen, Bremen und Hamburg. Gesellschafter sind die RTL Group, die Verlagsgesellschaft Madsack, Studio Gong Niedersachsen GmbH, Brune-Rieck-Beteiligungs GmbH und weitere.

## Geschichte
Das heutige Antenne Niedersachsen startete 1990 den Sendebetrieb für ganz Niedersachsen, Bremen und Hamburg und erhielt seine Lizenz von der Niedersächsischen Landesmedienanstalt für privaten Rundfunk (NLM). Antenne Niedersachsen ist damit nach Radio ffn der zweitälteste private Radiosender in Niedersachsen. Die Lizenz wurde zuletzt 2017 verlängert und ist nun bis 2030 gültig.
Schon kurz nach Sendestart wurde der Name in Antenne. Das Radio geändert, um Verwechslungen mit dem öffentlich-rechtlichen NDR 1 Niedersachsen zu vermeiden. 1996 wurde der Sender im Rahmen eines Relaunches zu Hit-Radio Antenne umbenannt. Ab 2007 hieß er vorübergehend Hit-Radio Antenne Niedersachsen, da zeitgleich Hit-Radio Antenne Bremen in Bremen und Bremerhaven auf Sendung ging. Am 19. August 2013 wurde der Sender wieder in Antenne Niedersachsen umbenannt. Außerdem wurden ein neues Logo und neue Jingles eingeführt.
Zum 1. Januar 2007 startete Antenne Niedersachsen seinen Ableger „Hit-Radio Antenne Bremen“, später „Antenne Niedersachsen für Bremen und umzu“, mit einer Sendelizenz der Bremischen Landesmedienanstalt (brema). Zu empfangen war „Antenne Niedersachsen für Bremen und umzu“ bis zu seiner Einstellung über 104,8 MHz in Bremen bzw. 107,9 MHz in Bremerhaven. Täglich von 9:55 Uhr bis 13:55 Uhr sendete „Antenne Niedersachsen für Bremen und umzu“ ein eigenes Programm. Sonst war das Programm bis auf wenige Minuten Regionalisierung pro Tag komplett identisch mit dem niedersächsischen „Antenne Niedersachsen“, das in ganz Bremen bereits auf 105,7 MHz zu hören ist. Die Frequenzen von „Antenne Niedersachsen für Bremen und umzu“ wurden im November 2014 neu ausgeschrieben und im März 2015 an Radio Teddy vergeben.

## Standort und Empfang
Antenne Niedersachsen sendet aus der Innenstadt von Hannover und hat seinen Standort neben dem Sitz von radio ffn im früheren Goseriedebad. Die Reporter sind täglich im ganzen Land unterwegs und berichten über die Regionen Hannover, Weser-Ems, Osnabrück-Emsland, Lüneburger Heide, Ostfriesland, Braunschweig, Harz und Göttingen.
Das Programm ist über UKW und Kabel in Niedersachsen, Bremen und Hamburg analog 102,75 MHz und im digitalen Kabel (DVB-C), in den angrenzenden Regionen sowie via Livestream online zu empfangen.
Über UKW wird das Programm von Antenne Niedersachsen über folgende UKW-Frequenzen verbreitet:
| Sendestandort               | Frequenz  | Sendestärke | Regionalprogramm   |
| --------------------------- | --------- | ----------- | ------------------ |
| Seesen/Großer Schildberg    | 100,9 MHz | 0,5 kW      | Braunschweig       |
| Barsinghausen               | 103,8 MHz | 25 kW       | Hannover           |
| Visselhövede                | 104,2 MHz | 10 kW       | Hannover           |
| Lingen-Damaschke            | 104,3 MHz | 15 kW       | Osnabrück          |
| Cuxhaven Otterndorf         | 104,6 MHz | 20 kW       | Ostfriesland/Küste |
| Aurich                      | 104,9 MHz | 25 kW       | Ostfriesland/Küste |
| Rosengarten-Langenrehm      | 105,1 MHz | 20 kW       | Hamburg            |
| Steinkimmen                 | 105,7 MHz | 100 kW      | Oldenburg          |
| Holzminden Höxter           | 105,7 MHz | 0,5 kW      | Hannover           |
| Hameln                      | 106,8 MHz | 0,05 kW     | Hannover           |
| Osnabrück/Schleptruper Egge | 105,9 MHz | 10 kW       | Osnabrück          |
| Göttingen/Bovenden          | 106,0 MHz | 5 kW        | Göttingen          |
| Dannenberg/Zernien          | 106,1 MHz | 25 kW       | Hamburg            |
| Torfhaus/DTAG               | 106,3 MHz | 100 kW      | Braunschweig       |
| Hann Münden Laubach         | 106,7 MHz | 0,5 kW      | Göttingen          |
| Braunschweig-Broitzem       | 106,9 MHz | 13 kW       | Braunschweig       |

Eine Ausstrahlung des Programms über Satellit ist momentan nicht vorhanden.
Seit dem 13. Juli 2023 ist Antenne Niedersachsen auch über die regionalen und privaten zehn DAB+-Multiplexe in Niedersachsen zu empfangen. In Hamburg und Bremen wurde das Programm auf DAB+ durch den Partnersender Antenne Schlager ersetzt.

## Programm

### Programmformat
Antenne Niedersachsen sendet ein Musik- und Informationsprogramm. Das Musikformat Adult Contemporary mit Schwerpunkt auf aktuellen Hits und den beliebtesten Songs der 1980er-Jahre soll vor allem die Zielgruppe der 30- bis 54-Jährigen ansprechen.

### Nachrichten
Von Beginn an sendete Antenne Niedersachsen die Nachrichten aus Niedersachsen, Deutschland und der Welt immer 5 Minuten vor der vollen Stunde, also zur Minute :55 und damit fünf Minuten vor den meisten anderen Radiostationen. Inhaltlich liegt der Schwerpunkt von Antenne Niedersachsen Aktuell auf Meldungen aus den Regionen in Niedersachsen.

### Kirchenfunk
Drei regelmäßige Rubriken (Hits from Heaven, Kirche live in Niedersachsen und Bremen, Wer hat an der Uhr gedreht?) werden vom Evangelischen Kirchenfunk Niedersachsen für den Radiosender produziert und dort gesendet.

## Moderatoren
| Moderator                  | Sendung                                                          |
| -------------------------- | ---------------------------------------------------------------- |
| Claudia                    | Wochenende                                                       |
| Tiziana Rose               | Moinshow                                                         |
| Stefan "Flüecki" Flüeck    | Moinshow                                                         |
| „Verkehrs-Kai“ Kai Jürgens | Verkehrsservice                                                  |
| Kimberly (Kim) Brucksch    | Antenne Niedersachsen bei der Arbeit (Vormittag)                 |
| Mareike Klohr              | Antenne Niedersachsen von 2 bis frei (Nachmittag)                |
| Micha Hawich               | Antenne Niedersachsen von 2 bis frei (Nachmittag)                |
| Andreas Wurm               | Abend, Wochenende, Die Antenne Niedersachsen Spätschicht (Abend) |
| Hanna Alschner             | Abend, Wochenende                                                |
| Hakan Turan                | Samstagsshow, Sonntagsshow                                       |
| Jonas Schweden             | Sonntag                                                          |
| Morten Krüger              | Die Antenne Niedersachsen Spätschicht (Abend)                    |
| Julian König               | Die Antenne Niedersachsen Spätschicht (Abend)                    |
| Sabrina Ege                | Vertretung                                                       |
| Daniel (Düsen-)Flüß        |                                                                  |

## Weitere Aktivitäten
Seit 2007 bietet der Sender über eine App und die Homepage verschiedene Internetradioprogramme an. Es werden auch Podcasts produziert und veröffentlicht.

## Medienpartnerschaften
Antenne Niedersachsen ist Medienpartner der Handball-Bundesligateams „Die RECKEN“ der TSV Hannover-Burgdorf und der HSG Nordhorn-Lingen. Daneben fungiert der Sender als medialer Partner des VfL Oldenburg in der Ersten Handball-Bundesliga der Damen. Im Herrenfußball ist der Sender Medienpartner des Drittligisten SV Meppen und im Basketball besteht eine Partnerschaft mit dem SC Rasta Vechta.
Für die Handball-Mannschaft „Die RECKEN“ der TSV Hannover-Burgdorf produziert Antenne Niedersachsen zudem das offizielle Podcasting.

## Veranstaltungen
Jährlich werden von Antenne Niedersachsen verschiedene Veranstaltungen durchgeführt. Folgende Veranstaltungen kehren regelmäßig wieder:
- Antenne Niedersachsen STARS for FREE auf der Expo Plaza in Hannover (seit 2015)
- Antenne Niedersachsen Crazy Crossing als Fun-Boot-Rennen auf dem Maschsee beim Maschseefest in Hannover
- Antenne Niedersachsen Familien-Fahrrad-Fest als Radtour in Niedersachsen (letztmals 2018)
- Antenne Niedersachsen Motorrad-Sternfahrt als Motorrad-Veranstaltung im Heide-Park Soltau (letztmals 2014)

## Verein Antenne Niedersachsen hilft
Im Jahr 2001 wurde der Spendenverein Antenne Niedersachsen hilft e. V. ins Leben gerufen. Damit kam der Sender dem Wunsch von Hörern nach, die eine Spendenmöglichkeit für die Hinterbliebenen der bei den Terroranschlägen am 11. September 2001 auf das World Trade Center verunglückten New Yorker Feuerwehrleute suchten. Danach verlagerte sich der Schwerpunkt des Spendenvereins auf die Unterstützung von Projekten und Einrichtungen in Niedersachsen, die Kindern in Not helfen.
In der Vorweihnachtszeit findet jährlich eine Programmaktion von Antenne Niedersachsen statt, bei der mit den Hörern Spenden für ein ausgewähltes Kinderhilfsprojekt gesammelt werden. In den vergangenen Jahren kamen dabei jedes Mal weit mehr als 100.000 Euro an Spendengeldern zusammen.